# Содовий завод у Новотроїцьку
Содовий завод у Новотроїцьку – хімічний майданчик в Оренбурзькій області Росії.
Запуск заводу кальцинованої соди у Новотроїцьку припав на 2019 рік, а у 2020-му він вийшов на проєктну потужність. Особливістю заводу є те, що замість традиційного для содових виробництв хлориду натрію він споживає сульфат натрію, який постачають з розташованого біч-о-біч «Новотроїцького заводу хромових сполук». Як наслідок, під час технологічного процесу як супутній продукт отримують великі обсяги гіпсу (сульфату кальцію), який використовується для виробництва сухих будівельних сумішей (а з 2023-го і гіпсокартону).
Інша важлива сировина – вапняк для випалу вапна – надходить з Аккерманівського кар’єру. Потужність ділянки випалу вапна наразі перевищує потреби содового виробництва, тому значна частина вапна реалізується як товарний продукт.
Річна потужність майданчику становить 100 тисяч тонн кальцинованої соди, 150 тисяч тонн сухих будівельних сумішей та 100 тисяч тонн негашеного вапна.
Також можливо відзначити, що з 2022-го новим споживачем виробленої у Новотроїцьку кальцинованої соди стало виробництво піросульфіту та бісульфіту натрію (сірку для якого постачає Орський нафтопереробний завод).